# Alfred Fanning
Alfred Fanning (ur. 31 marca 1890 w Christchurch, zm. 11 marca 1963 tamże) – nowozelandzki rugbysta, reprezentant kraju.
Związany był z klubem Linwood RFC, został także wybrany do regionalnego zespołu Canterbury, dla którego w latach 1913–1914 rozegrał trzynaście spotkań.
W 1913 roku został powołany do reprezentacji kraju. Jedyny występ dla All Blacks zaliczył w przegranym testmeczu z Australią, w którym zdobył przyłożenie.
Dekadę wcześniej reprezentantem kraju był jego brat Bernard, inny z braci, Leo, był dziennikarzem i pisarzem.